# Lophoptera triangulata
Lophoptera triangulata là một loài bướm đêm trong họ Noctuidae.